# Fisher-Gletscher (Yukon)
Der Fisher-Gletscher ist ein 40 km langer und im Mittel 2 km breiter Talgletscher des Kluane Icefield im Osten der Eliaskette in Yukon und British Columbia (Kanada).
Das Nährgebiet des Gletschers befindet sich im Kluane-Nationalpark im Yukon-Territorium nordöstlich des Mount Stefansson sowie südwestlich vom Fisher Peak auf einer Höhe von 1400 m. Es grenzt an das des Hubbard-Gletschers, der jedoch weiter westlich nach Süden strömt. Der Fisher-Gletscher strömt in überwiegend östlicher Richtung und endet kurz vor dem Alsek River auf einer Höhe von etwa 440 m. Am nördlichen Rand der Gletscherzunge hat sich ein Gletscherrandsee ausgebildet, der über einen kurzen Abfluss zum Alsek River entwässert wird. Am südlichen Rand der Gletscherzunge befindet sich ein weiterer Abfluss, der sich in den Alsek River ergießt. Der Fisher-Gletscher befindet sich 20 km unterhalb des weiter nördlich gelegenen Lowell-Gletschers sowie 20 km oberhalb des weiter südlich gelegenen Tweedsmuir-Gletschers. 